# Cerithiopsis mathildaeformis
Cerithiopsis mathildaeformis is een slakkensoort uit de familie van de Cerithiopsidae. De wetenschappelijke naam van de soort is voor het eerst geldig gepubliceerd in 1906 door Melvill.